# Intercambiador Kawauchi

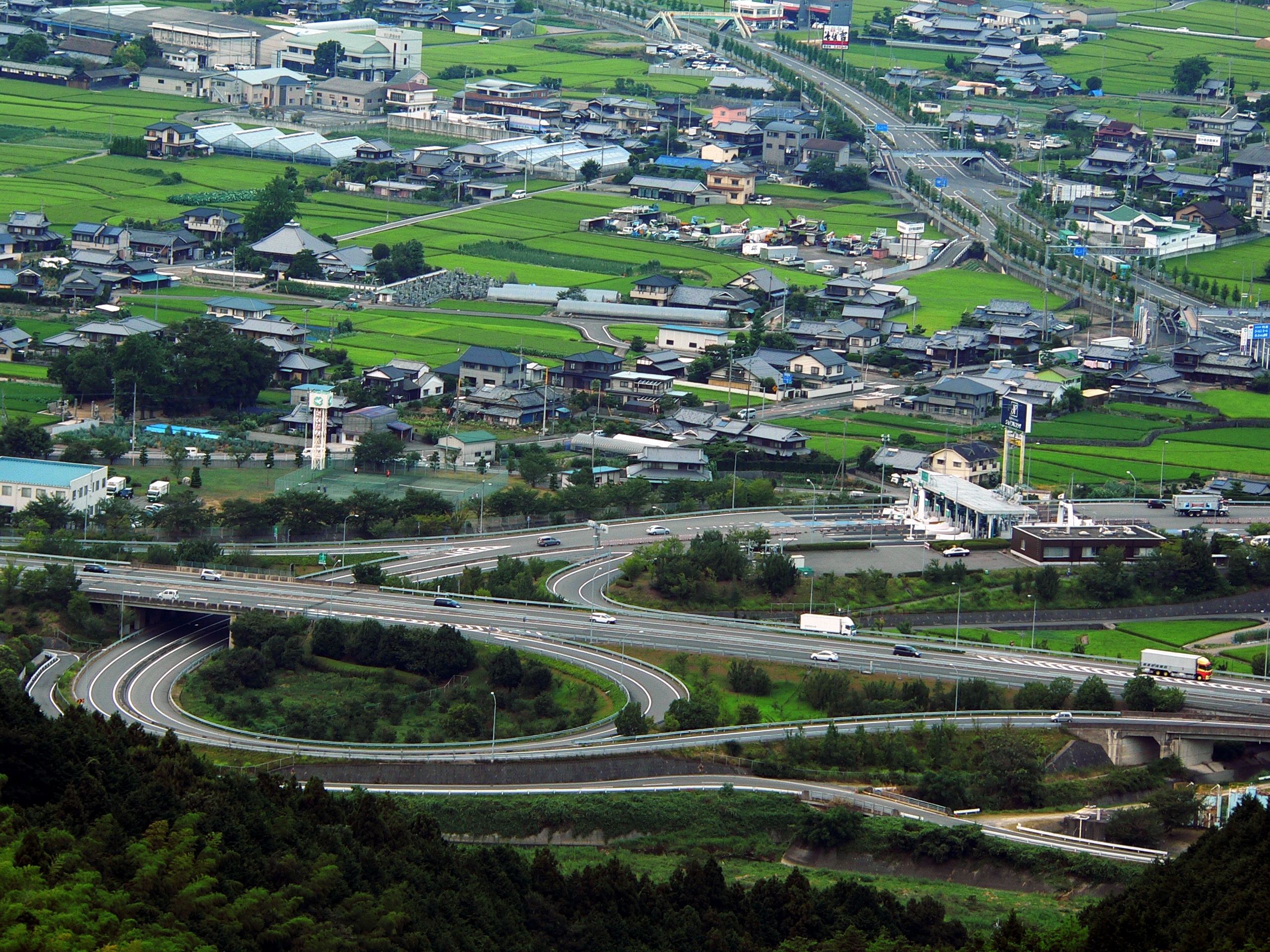

El Intercambiador Kawauchi (川内インターチェンジ Kawa'uchi-intāchenji?) es un intercambiador que se encuentra en lo que fue el Pueblo de Kawauchi (actualmente forma parte de la Ciudad de Toon) de la Prefectura de Ehime. Es el quinto intercambiador de la Autovía de Matsuyama viniendo desde la Prefectura de Kagawa.

## Características
Para ir a la Ciudad de Matsuyama viniendo desde la Ciudad de Saijo hay ocasiones en que se llega más rápido bajando en este intercambiador.

## Cruces importantes
- Ruta Nacional 11
- Ruta Nacional 494 (comparte el recorrido con la Ruta Nacional 11)

## Alrededores del intercambiador
- Cascada de Shiraito (白糸の滝 Shira'ito-no-taki?)
- Onsen de Kawauchi
- Onsen de Minara
- Universidad de Ehime
  - Facultad de Medicina y Hospital Anexo

## Intercambiador anterior y posterior
- Autovía de Matsuyama

Empalme Iyokomatsu << Intercambiador Kawauchi >> Intercambiador Matsuyama